# Stephanie Krisper

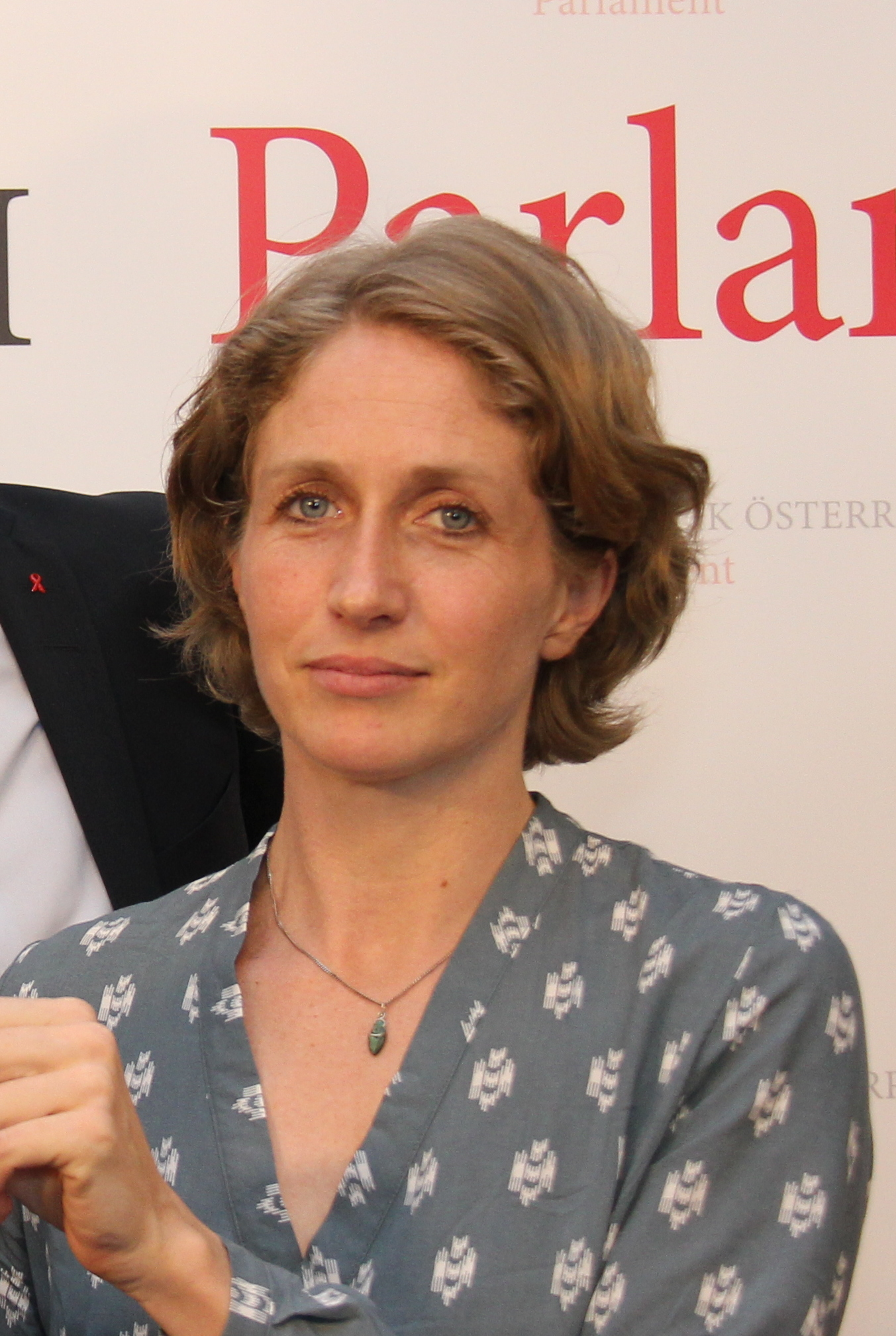
Stephanie Krisper (2018).

Stephanie Krisper (ur. 24 maja 1980 w Wiedniu) – austriacka polityk, prawnik. Absolwentka Uniwersytetu Wiedeńskiego, doktorat tamże (2012). Posłanka do austriackiej Rady Narodowej od 2017. Członkini klubu NEOS.

## Publikacje
- Manfred Nowak, Stephanie Krisper: Der österreichische Maßnahmenvollzug und das Recht auf persönliche Freiheit. In: Europäische Grundrechtezeitschrift. Dezember 2013.
- Stephanie Krisper: Jahresbericht über Österreich. In: Internationale Helsinki-Föderation für Menschenrechte (Hrsg.): Human Rights in the OSCE Region: Europe, Central Asia and North America, Report 2005 (Events on 2004).